# Hubert Mathis
Hubert Mathis (né le 12 mars 1952 à Renansart) est un ancien coureur cycliste français, professionnel de 1975 à 1982. Il est sociétaire au club cycliste local du UV Soissonnaise.       

## Biographie
Professionnel de 1975 à 1982, il a notamment remporté une étape du Tour de France 1976.

## Palmarès
- Amateur
  - 1969-1974 : 53 victoires
- 1974
  - Paris-Dreux
  - Paris-Connerré
  - Boucles des Flandres
  - 2e de Paris-Rouen
  - 3e du Trophée Baracchi amateurs (avec Patrick Perret)
- 1975
  - 3e du Tour du Limousin
- 1976
  - 19e étape du Tour de France
  - 2e du Tour de l'Aude
- 1980
  - 4e étape du Tour de Luxembourg
  - 7e de Blois-Chaville
- 1981
  - 2e du Tour d'Armor
- 1982
  - 9e étape du Tour de l’Avenir
  - 7e de Bordeaux-Paris
- 1983
  - Tour du Cambrésis
  - 3e du Circuit de l'Aisne

## Résultats sur les grands tours

### Tour de France
6 participations 
- 1975 : 41e
- 1976 : 33e, vainqueur de la 19e étape
- 1978 : 45e
- 1979 : 49e
- 1980 : abandon (13e étape)
- 1981 : 73e

### Tour d'Espagne
1 participation
- 1979 : 43e